# Рамна (дем Синтика)
Вижте пояснителната страница за други значения на Рамна.
Рамна (на гръцки: Ομαλό, Омало, катаревуса: Ομαλόν, Омалон, до 1928 Ράμνα, Рамна) е село в Егейска Македония, в Гърция, дем Синтика (Синдики), с население 147 жители (2001).

## География
Селото е разположено в южното подножието на Беласица, на север от Бутковското езеро (Керкини), на 8 километра източно от Ветрен (Нео Петрици). На практика е слято със село Турчели (Тракико).

## История

### В Османската империя
През XIX век и началото на XX век, Рамна е село, числящо се към Демирхисарска кааза. Александър Синве („Les Grecs de l’Empire Ottoman. Etude Statistique et Ethnographique“), който се основава на гръцки данни, в 1878 година пише, че в Рамна (Ramna), Мелнишка епархия, живеят 90 гърци. В „Етнография на вилаетите Адрианопол, Монастир и Салоника“, издадена в Константинопол в 1878 година и отразяваща статистиката на населението от 1873 година, Рамна (Ramma) е посочено като село със 106 домакинства, като жителите му са 350 власи.
През 1891 година Георги Стрезов пише:
| „ | Равна, на И от Порой и на СЗ от Валовища, на Беласица. Жителите са само власи, които най-много се занимават със скотовъдство. Гръцка църква; 60 къщи власи. | “ |

„Рамна е аромѫнско селце съ 65 кѫщи, по-прѣди то е имало 150. Изселенцитѣ сѫ отишли повече къмъ Джумая и Демиръ-Хисаръ. Когато ги запитахъ отдѣ произхождатъ, можаха да ми кажатъ точно, че тази фамилия произлиза отъ Невеска, онази отъ Самарина, трета отъ Авдела и т. н. Откакто сѫ се заселили тукъ нѣмало още сто години. Положението на селото е много отдѣлено, защото отъ него по-нависоко не се намира друго село, а пъкъ отъ къмъ долината рѣдко дохожда нѣкой тукъ, така че женитѣ не разбиратъ другъ езикъ освѣнъ аромѫнския, а мѫжетѣ, напротивъ, всички говорятъ български. Азъ се надѣвахъ да срѣщна тукъ особенъ диалектъ, но съмъ се лъгалъ...“
Според статистиката на Васил Кънчов („Македония. Етнография и статистика“) от 1900 година селото брои 550 жители, всички власи.

### В Гърция
След Междусъюзническата война в 1913 година селото попада в Гърция. В 1928 година името на селото е преведено на Омалон. Част от жителите му се изселват във Ветрен (Нео Петрици).

## Личности
Родени в Рамна
- Кочо Кукулич (Коста Куколич, ? – 1883), хайдушки войвода

Починали в Рамна
- Павел Желязков (1881 – 1906), български революционер, деец на ВМОРО